# Harold Augustus Freeman-Attwood
Harold Augustus Freeman-Attwood, britanski general, * 1897, † 1963.